# Россия на «Евровидении-2010»
В 2010 году Россия в четырнадцатый раз приняла участие в конкурсе песни «Евровидение». Ответственным за участие страны в том году стал телеканал «Россия 1». Выбор представителя прошёл в прямом эфире путём открытого национального отбора 7 марта 2010 года. С результатом в 20,9 % голосов телезрителей и профессионального жюри победителем стал музыкальный коллектив Петра Налича, выступавший под номером 13. Именно он представил Россию в первом полуфинале конкурса, который прошёл в Осло 25 мая 2010 года, и получил возможность участвовать в финале конкурса, который прошёл 29 мая 2010 года.
Комментаторами телетрансляции стали телеведущая Ольга Шелест и спортивный комментатор Дмитрий Губерниев.

## Исполнитель
Пётр Налич — российский певец и музыкант, глава «Музыкального коллектива Петра Налича». Родился 30 апреля 1981 года, закончил МАРХИ. Творчество Петра Налича приобрело известность после того, как он опубликовал на YouTube самостоятельно сделанный клип на собственную песню «Гитар».

## Песня
Lost and Forgotten (с англ. — «Потерян и забыт») — песня с которой выступил музыкальный коллектив Петра Налича на конкурсе песни «Евровидение 2010». Премьера песни состоялась 30 октября 2009 года в клубе «Милк». Студийная запись композиции была выложена на официальном сайте группы после победы в национальном отборе.
Промосингл Lost and Forgotten был презентовани в мае во время евронедели в Осло.

## Национальный отбор
В декабре 2009 года телеканал «Россия» опубликовал правила проведения национального отбора. Изначально было объявлено, что приём заявок продлится до 1 февраля 2010 года, но потом он был продлён до 15 февраля. Финал был назначен на 7 марта 2010 года.
Профессиональное жюри выбрало 25 песен и исполнителей для участия в финальном отборочном концерте. Организаторы национального отбора также оставили за собой право пригласить для участия в конкурсе исполнителей по своему усмотрению, не подававших на общих основаниях заявок на участие в отборе. Победитель был определён совместным решением жюри и телезрителей. Телеголосование началось после выступления первого конкурсанта и закончилось спустя 10 минут после выступления последнего участника. Набрав 20,9 % голосов телезрителей и жюри, победителем стал музыкальный коллектив Петра Налича.

### Претенденты
Яна Рудковская в эфире радио «Эхо Москвы» заявила о возможном участии Димы Билана в конкурсе «Евровидение 2010» в третий раз. На это заявление отреагировал лидер ЛДПР Владимир Жириновский, который посчитал, что певцу Диме Билану незачем ехать на конкурс «Евровидение», победителем которого он уже является, а стоит принять участие в более серьёзных конкурсах или самому организовать подобное состязание для талантливых детей. 6 февраля в видеообращении для портала «Русский мир в Австралии» Дима Билан официально подтвердил своё участие в российском национальном отборе, но позднее отозвал свою заявку.
Также о планах принять участие в российском отборе заявили Roma Kenga, Ксения Грейс, LiVi, Den Ice, Катя Нечаева, Rona Ray, Павла, группа «Грачи», Елена Беркова, Тим Рокс,  Ириада, группы Вельвеt и «Балаган Лимитед», а также украинские исполнители: Наталья Волкова и Наталья Валевская. Продюсер Иосиф Пригожин выразил желание подготовить к отбору певицу Елену Есенину. После продления срока подачи заявок стало известно о ряде других исполнителей, пожелавших принять участие: Александр Панайотов, Сацура, Борис Хлуднев и группа «BK!», Ники Роллс, «Премьер-Министр», Plazma, Полина Кожикова, Лоя (солистка группы «5ivesta family»), Blondrock.
26 февраля телеканал «Россия 1» объявил предварительный список из 35 участников полуфинала национального отбора:
| Алена Roxis                     | Александр Панайотов | Антонелло Кароцца           | «Z.I.M.A»            |
| Вячеслав Терехов                | «Аляска»            | «Бурановские бабушки»       | «ЁЁ»                 |
| «Nano»                          | «Сценакардия»       | Джем Шериф                  | «Пара-беллум»        |
| Екатерина Фролова               | Елена Есенина       | Муз. коллектив Петра Налича | Наталья Терехова     |
| Натали Дамас и группа «L’brand» | Олег Безинских      | Павла                       | Петр Сухов           |
| Полина Кожикова                 | Эд Шульжевский      | Юлика                       | Юлия Войс            |
| Alissandra                      | Ana                 | Jay Stever                  | Petya Palkin project |
| Princessa Avenue                | Rene                | Miusha                      | «Blondrock»          |
| «Jet Kids»                      | «Los Девчatos»      | «Plazma»                    |                      |

По итогам полуфинала, который прошел 1 марта 2010 года, определился список финалистов. 8 участников не прошли полуфинал:
1. Вячеслав Терехов
2. Джем Шериф
3. Alissandra
4. Petya Palkin project
5. Rene
6. «Blondrock»
7. «Plazma»
8. «Z.I.M.A»

Юлия Войс и группа «ЁЁ» сняли свои заявки с конкурса.

### Голосование
Победитель был определён совместным решением жюри и телезрителей. Телеголосование началось после выступления первого конкурсанта и закончилось спустя 10 минут после выступления последнего участника.
| №  | Исполнитель                      | Песня                                                | Язык песни          | Всего (%) | Место |
| -- | -------------------------------- | ---------------------------------------------------- | ------------------- | --------- | ----- |
| 1  | Princessa Avenue                 | Lovers                                               | английский          | 7,2       | 14    |
| 2  | Jay Stever                       | I Love, I Love, I Love You                           | английский          | 3,9       | 21    |
| 3  | Ana                              | «Два голоса»                                         | русский             | 10,1      | 7     |
| 4  | Miusha                           | «Big Bang»                                           | английский          | 3,4       | 22    |
| 5  | Дуэт «Пара-беллум»               | «Птица»                                              | русский             | 8,6       | 10    |
| 6  | Пётр Сухов                       | «Я улетаю»                                           | русский             | 1,6       | 25    |
| 7  | Олег Безинских                   | Crowning                                             | английский          | 16,1      | 2     |
| 8  | Наталья Терехова                 | Everything                                           | английский          | 6,3       | 17    |
| 9  | «Jet Kids»                       | Hey Say                                              | английский          | 11,8      | 4     |
| 10 | Павла                            | Inflatuated                                          | английский          | 10,9      | 5     |
| 11 | Екатерина Фролова                | Tout va bien                                         | французский         | 4,4       | 20    |
| 12 | Эд Шульжевский                   | Without You                                          | английский, русский | 8,2       | 11    |
| 13 | Муз. коллектив Петра Налича      | Lost and Forgotten                                   | английский          | 20,9      | 1     |
| 14 | «Бурановские бабушки»            | «Длинная-длинная береста и как сделать из неё айшон» | удмуртский          | 12,9      | 3     |
| 15 | Александр Панайотов              | Maya Showtime                                        | английский          | 10,6      | 6     |
| 16 | «Nano»                           | Take It Away                                         | английский          | 5,1       | 19    |
| 17 | Наталья Дамас и группа «L’brand» | Much Closer                                          | английский          | 9,2       | 9     |
| 18 | Алёна Roxis                      | My Tears                                             | английский          | 2         | 24    |
| 19 | Антонелло Кароцца                | Senza Respiro                                        | итальянский         | 9,4       | 8     |
| 20 | Полина Кожикова                  | For You                                              | английский          | 5,8       | 18    |
| 21 | «Los Девчatos»                   | Chocolate                                            | английский          | 7,5       | 13    |
| 22 | Юлика                            | Delete                                               | русский             | 6,6       | 16    |
| 23 | Елена Есенина                    | «Мир без тебя»                                       | русский             | 7,9       | 12    |
| 24 | «Аляска»                         | «Пиастры»                                            | русский             | 2,7       | 23    |
| 25 | группа «Сценакардия»             | «Стёкла»                                             | русский             | 6,9       | 15    |

## Подготовка к конкурсу

### Домашняя подготовка
В связи с тем, что МКПН решили не снимать видеоклип на конкурсную песню, в оргкомитет конкурса в качестве превью-видео была подана видеозапись живого выступления с национального отбора.
Было заявлено, что российский художник-модельер Игорь Чапурин подготовит костюмы для МКПН, в которых они выступят на конкурсе в Осло. После нескольких встреч с музыкантами основной концепцией был выбран стиль «интеллектуального пижона» — куртка с накладными карманами, свободные брюки, шарф (для Петра Налича), замша сложных цветов (для остальных участников коллектива).

Мне приятно, что команда, которая занимается подготовкой российского участника «Евровидения-2010», выбрала наш бренд. Мы обсудили с Петром детали выступления и сценографию номера. Уверен, результат будет отличным.— Fashion Time

### Евронеделя
Первую индивидуальную репетицию конкурсного номера МКПН провел 16 мая в зале «Теленор Арена», после чего прошла первая пресс-конференция. Вторая репетиция состоялась 20 мая.
21 мая в «Евродоме» состоялась традиционная русская вечеринка, носившая закрытый характер. Вёл вечер Дмитрий Губерниев. Были приглашены артисты с Украины, из Польши, Латвии, Франции, Германии и Греции. Организаторы рассчитывали, что придет двести человек, но пришло более пятисот. Охрана была вынуждена закрыть клуб.

## Конкурс

### Выступление
Налич был одет в зелёный свитер, брюки и серый шарф, созданные российским дизайнером Игорем Чапуриным.

#### Полуфинал
Россия выступила в первом полуфинале под вторым номером сразу после Молдавии и перед Эстонией. Помимо стран-полуфиналисток, участие в голосовании приняли страны-финалисты Германия и Испания.

#### Финал
В финале Россия выступила под номером 20.

### Голосование

#### Жюри
Членами профессионального жюри от России были:
- Александр Журбин
- Владимир Матецкий
- Юлия Савичева
- Ким Брейтбург
- Тутта Ларсен

#### Полуфинал
| Голоса за исполнителя России в полуфинале | Голоса за исполнителя России в полуфинале |
| ----------------------------------------- | ----------------------------------------- |
| Оценка                                    | Страна                                    |
| 12                                        | Белоруссия, Эстония, Молдавия             |
| 10                                        | Латвия                                    |
| 8                                         | Польша                                    |
| 7                                         | —                                         |
| 6                                         | —                                         |
| 5                                         | Бельгия                                   |
| 4                                         | Сербия                                    |
| 3                                         | Финляндия, Греция                         |
| 2                                         | Босния и Герцеговина                      |
| 1                                         | Германия, Мальта, Португалия              |

| Голоса России в полуфинале | Голоса России в полуфинале     |
| -------------------------- | ------------------------------ |
| Оценка                     | Страна                         |
| 12                         | Белоруссия (9 место)           |
| 10                         | Бельгия (1 место)              |
| 8                          | Исландия (3 место)             |
| 7                          | Греция (2 место)               |
| 6                          | Польша (13 место)              |
| 5                          | Молдавия (10 место)            |
| 4                          | Сербия (5 место)               |
| 3                          | Финляндия (11 место)           |
| 2                          | Босния и Герцеговина (8 место) |
| 1                          | Македония (15 место)           |

#### Финал
| Голоса за исполнителя России в финале | Голоса за исполнителя России в финале       |
| ------------------------------------- | ------------------------------------------- |
| Оценка                                | Страна                                      |
| 12                                    | Белоруссия                                  |
| 10                                    | Израиль, Молдова, Армения, Эстония, Украина |
| 8                                     | Латвия                                      |
| 7                                     | —                                           |
| 6                                     | Словакия                                    |
| 5                                     | Литва                                       |
| 4                                     | Турция                                      |
| 3                                     | Азербайджан                                 |
| 2                                     | Португалия                                  |
| 1                                     | —                                           |

| Голоса России в финале | Голоса России в финале |
| ---------------------- | ---------------------- |
| Оценка                 | Страна                 |
| 12                     | Армения (7 место)      |
| 10                     | Грузия (9 место)       |
| 8                      | Азербайджан (5 место)  |
| 7                      | Украина (10 место)     |
| 6                      | Германия (1 место)     |
| 5                      | Бельгия (6 место)      |
| 4                      | Испания (15 место)     |
| 3                      | Румыния (3 место)      |
| 2                      | Белоруссия (24 место)  |
| 1                      | Дания (4 место)        |

## Критика
После финала национального отбора победитель «Евровидения 2008» Дима Билан посчитал, что номер, представленный МКПН, «слабоват»:

Мне кажется, номер слабоват. Когда мне приходилось участвовать в отборочных турах, претенденты были сильнее.
— «Комсомольская правда»
Музыкальный критик Артемий Троицкий в эфире радио «Эхо Москвы» прокомментировал победу МКПН в отборочном туре «Евровидения-2010» следующим образом:

Что касается его [Пётр Налич] шансов, я бы сказал, шансы у него очень небольшие, практически нулевые, но это ничего не означает. Знаете, есть пословица: лучше с умным найти, чем с дураком проиграть. И наоборот. Лучше проиграть этот конкурс, но с интересным, качественным артистом, который достойно представит нашу страну, и если не подростки и домохозяйки, то по крайней мере те нормальные люди, которые вдруг этот конкурс увидят, скажут, что — есть в России такой вот интересный парень…— «Эхо Москвы»
Филипп Киркоров на вопрос, касающейся шансов Петра Налича на конкурсе, ответил:

Мне кажется, они очень высокие. Я искренне симпатизирую этому музыканту и певцу, самобытному, заставившему о себе говорить с помощью самого честного пути раскрутки — Интернета. Если бы я сейчас начинал, я бы тоже обратился к Интернету. Я был приятно удивлен, что российское жюри проявило объективность и компетентность, выбрав среди претендентов действительно самого лучшего.— newsmusic.ru
Певица Пелагея тоже позитивно отнеслась к представителю России на «Евровидении 2010»:

Мне глубоко симпатичен этот артист и его творчество, я все прошлое лето проездила в машине под его диск, знаю все песни наизусть. Это, наверное, первый раз за много лет, когда я выбором кандидата на «Евровидение» абсолютно довольна. Я не знаю, выиграет ли он,— это совершенно неважно. Главное — как наша страна будет выглядеть на фоне остальных стран. Мне кажется, выступление будет выглядеть по-русски и будет отражать взгляды и вкусы большой части нашей молодежи.— Газета.ру

### Сайты
- Официальный сайт конкурса «Евровидение» (англ.). Дата обращения: 17 марта 2009. Архивировано 2 февраля 2012 года.
- ESCkaz.com (рус.) (англ.). Дата обращения: 17 марта 2009.
- ВГТРК. Страница конкурса «Евровидение 2010» на официальном сайте телеканала «Россия». телеканал «Россия» (декабрь 2009). Дата обращения: 30 января 2010. Архивировано из оригинала 14 декабря 2009 года.